# Hoogovenstoernooi 1989
Het Hoogovenstoernooi 1989 was een schaaktoernooi dat plaatsvond in het Nederlandse Wijk aan Zee. Het werd gewonnen door Gyula Sax, Viswanathan Anand, Zoltán Ribli en Predrag Nikolić.

## Eindstand
| Nr.  | Speler              | Punten |
| ---- | ------------------- | ------ |
| Goud | Gyula Sax           | 7½     |
| Goud | Viswanathan Anand   | 7½     |
| Goud | Zoltán Ribli        | 7½     |
| Goud | Predrag Nikolić     | 7½     |
| 5    | Jeroen Piket        | 7      |
| 5    | Kiril Georgiev      | 7      |
| 7    | Anthony Miles       | 6½     |
| 7    | John van der Wiel   | 6½     |
| 9    | Vitali Tsesjkovski  | 6      |
| 9    | Rafael Vaganian     | 6      |
| 9    | Joel Benjamin       | 6      |
| 12   | Ivan Sokolov        | 5½     |
| 12   | Julio Granda Zuniga | 5½     |
| 14   | Rudy Douven         | 5      |